# Chaîne à rouleaux
 (octobre 2012).
Si vous disposez d'ouvrages ou d'articles de référence ou si vous connaissez des sites web de qualité traitant du thème abordé ici, merci de compléter l'article en donnant les références utiles à sa vérifiabilité et en les liant à la section « Notes et références ».
Pour les articles homonymes, voir chaîne.

Le mouvement de translation de la chaîne, produit par engrenage une rotation de la roue dentée.

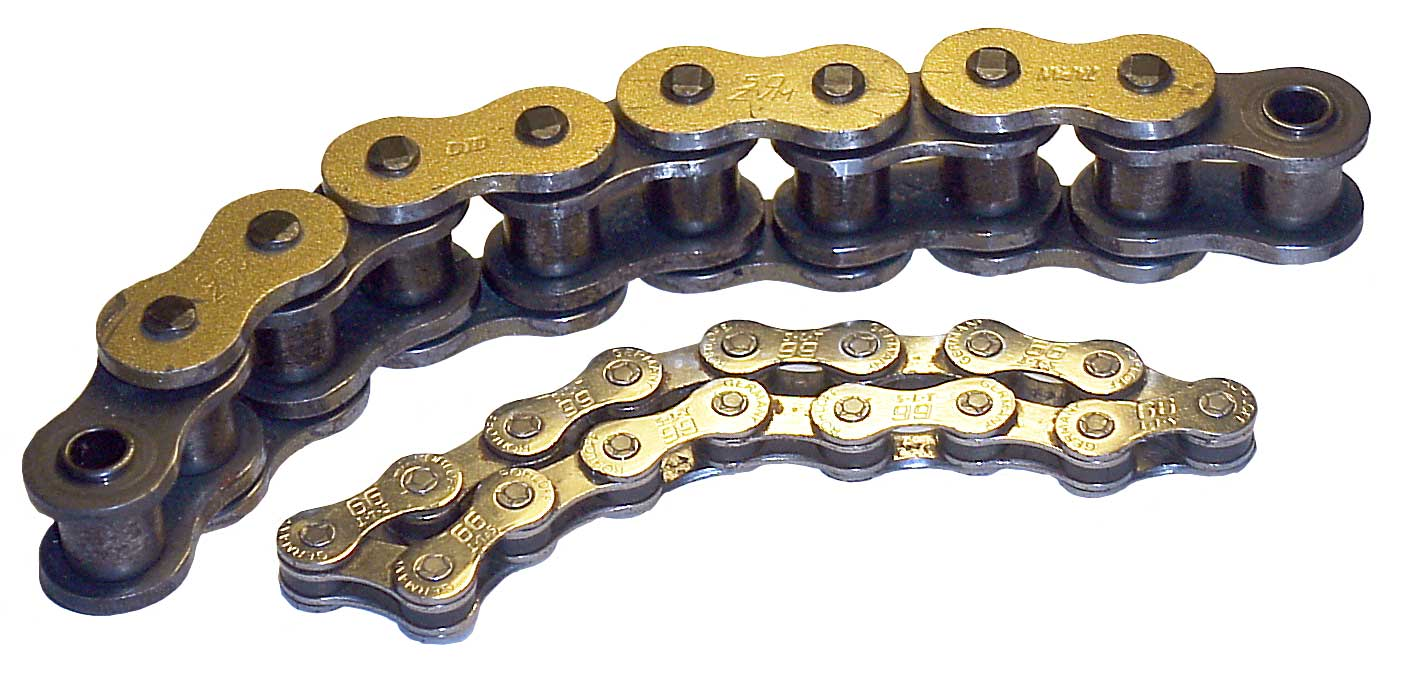
Chaînes de moto et de vélo.

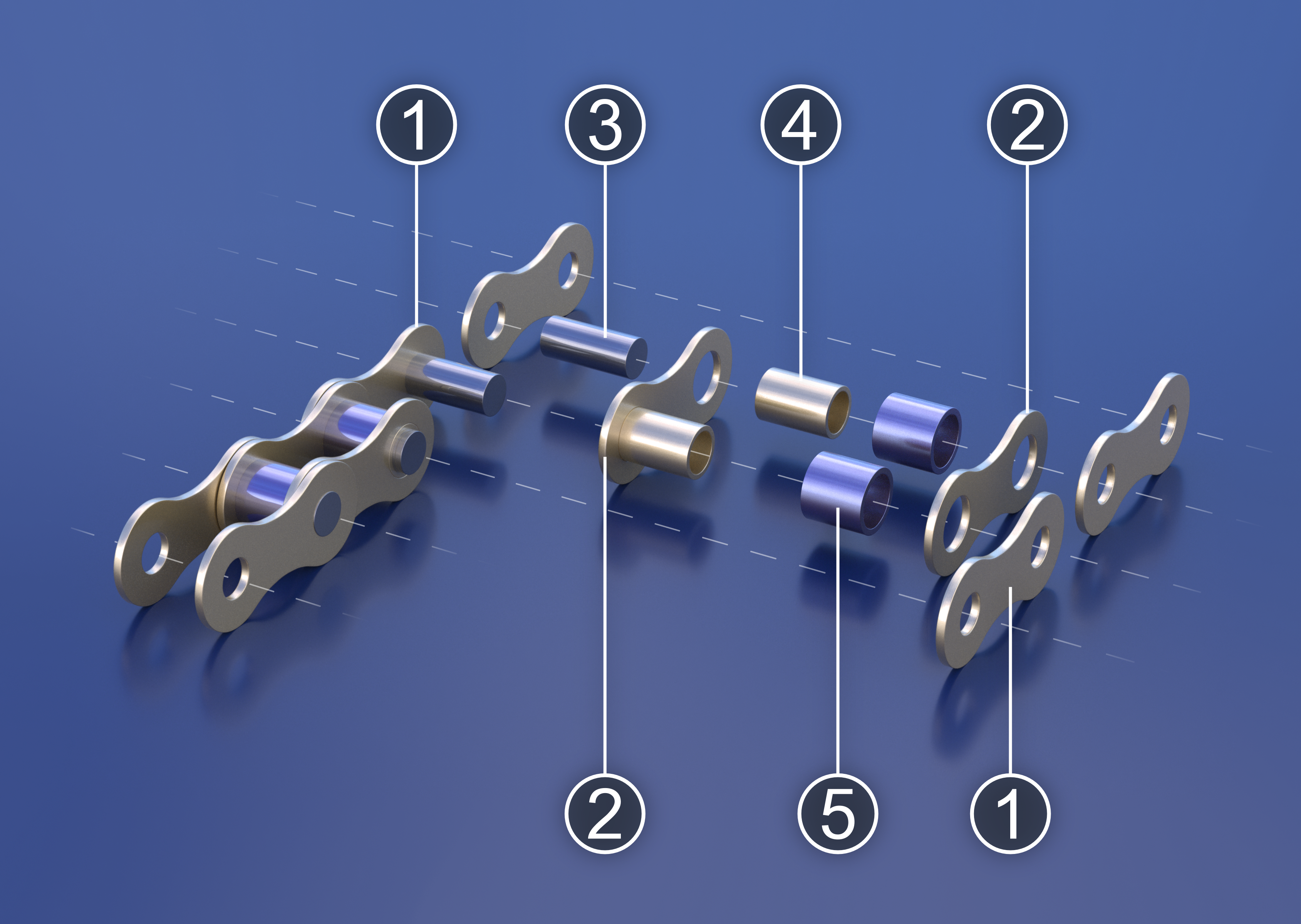
Vue éclatée d'une chaîne à rouleaux :
1. Plaque extérieure
2. Plaque intérieure
3. Axe
4. Douille
5. Rouleau

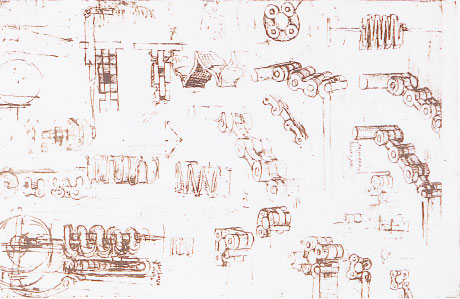
Le croquis de la chaîne à rouleaux, Leonardo da Vinci, Codex Atlanticus.

En construction mécanique, une chaîne à rouleaux est un ensemble de maillons reliés directement ou par l'intermédiaire d'axes. Une chaîne peut être fermée ou avoir ses extrémités ouvertes selon son utilisation.
Elles peuvent être utilisées comme : 
- système de transmission, dans un treuil (comme un câble) ou une moto (comme une courroie) ;
- cordes pour délimiter des zones ; dans ce cas elles sont généralement en plastique à faible résistance ;
- instrument de découpe (tronçonneuse, etc.).

Le démontage/remontage d'une chaîne de vélo s'effectue avec un outil appelé dérive-chaîne.

## Histoire
Bien que Hans Renold (en) soit crédité de l'invention de la chaîne à rouleaux, en 1880, des croquis de Léonard de Vinci du XVIe siècle montrent une chaîne avec un roulement à rouleaux.
En fait, un brevet avait été déposé dès 1829 à Saint-Étienne par l'artiste graveur et inventeur français André Galle (1761-1844), qui lança une industrialisation à petite échelle. Dans beaucoup d'ouvrages techniques en langue française de la fin du XIXe siècle et du début du XXe, les chaînes à rouleaux type moto ou vélo sont dénommées « chaîne Galle ».

## Construction de la chaîne
Il y a en fait deux types de maillons en alternance dans la chaîne à rouleaux. Le premier maillon  est intérieur, avec deux plaques intérieures tenues par deux manchons ou douilles avec deux rouleaux qui tournent. Les maillons intérieurs alternent avec le deuxième type, le maillon externe, composé de deux plaques extérieures maintenues ensemble par des axes en passant par les manchons des maillons intérieurs. La chaîne "bushingless", sans bague, a un  fonctionnement similaire, mais pas la construction, au lieu de séparer par des  douilles ou manchons les plaques intérieures, les plaques sont embouties formant  un tube  sortant  qui remplace la douille. Cela a l'avantage de supprimer une étape dans l'assemblage de la chaîne en réduisant l'ensemble à deux pièces par maillon.
La conception de la chaîne à rouleau réduit les frottements par rapport à une conception plus simple, entraînant une plus grande efficacité et moins d'usure.
Les premières chaînes de transmission de puissance n'avaient ni rouleaux ni bagues, Les plaques  intérieures et extérieures étaient assemblées  par des broches au contact direct des dents du pignon, mais cette configuration entraînait une usure extrêmement rapide à la fois des pignons d'engrenage et des plaques. Ce problème a été partiellement résolu par le développement de chaînes baguées, avec les axes des plaques extérieures passant par les douilles ou manchons de raccordement des plaques intérieure.
Cela répartissait l'usure sur une plus grande surface, mais les dents des pignons souffraient encore trop de la friction de glissement contre les douilles.
L'ajout de rouleaux entourant les manchons de la chaîne et permettant un contact de roulement sur les dents des pignons a entraîné une excellente résistance à l'usure des roues dentées ainsi que de la chaîne. Il y a même une très faible friction, aussi longtemps que la chaîne est suffisamment lubrifiée. Une lubrification continue et propre des chaînes à rouleaux est de première importance pour un fonctionnement efficace.

## Lubrification
Dans les systèmes de transmission ou de découpe, la lubrification des composants de la chaîne est nécessaire à sa préservation.
En milieu ouvert, le nettoyage et le graissage sont souvent effectués manuellement. C'est le cas, par exemple, d'une chaîne de vélo ou cette opération se pratique en utilisant aussi quelques outils spécialisés.
Dans les transmissions de machines à haute vitesse, l'exigence d'une lubrification propre et continue nécessite la mise en œuvre de systèmes automatiques complexes et onéreux.
Pour éviter ces coûts élevés, des utilisateurs adoptent une maintenance allégée et tolèrent plus de frottement, moins d'efficacité, plus de bruit et des remplacements plus fréquents. De nombreux fabricants tels que IWIS FLEXON, Tsubaki, Diamond, Morse, Renold, Rexnord… ont mis au point des matériels à entretien réduit, telles que les chaînes à rouleaux o-ring (la graisse est enfermée par des joints toriques, ou des joints à section en "X") et Duralube ou Lambda (avec des bagues en métal fritté imprégnées d'huile).

## Variantes de conception
Si la chaîne n'est pas utilisée pour supporter une grande charge (par exemple, si ce n'est que la transmission de mouvement à partir d'un levier à main à un contrôle de l'arbre sur une machine, ou d'une porte coulissante sur un four), alors l'utilisation d'un des types les plus simples de chaîne est possible.
Inversement, lorsqu'on a besoin d'une chaîne supportant une forte charge ou de grande résistance à l'usure, la chaîne peut être « siamoise » : au lieu de deux rangées de plaques sur les bords extérieurs de la chaîne, il peut y en avoir trois (chaîne « duplex »), quatre (« triplex ») ou plus, rangées de plaques parallèles avec les douilles et les rouleaux entre chaque paire adjacente, et le même nombre de rangées de roues dentées en parallèle. Les chaînes de distribution sur les moteurs d'automobile, par exemple, ont généralement plusieurs lignes de plaques.
Les chaînes à rouleaux se font en plusieurs tailles. Selon les normes ANSI, les chaînes sont numérotées avec le chiffre des unités qui indique le type de chaîne (0 pour la chaîne standard, 1 pour la chaîne légère, 5 pour la chaîne baguée sans galets, etc.) et les autres chiffres indiquant le pas de la chaîne en huitièmes de pouce ; selon cette classification les chaînes les plus communes sont les 40, 50, 60 et 80. Ainsi, une chaîne de bicyclette avec un pas d'un demi pouce serait un #40 tandis qu'un pignon #160 aurait des dents espacées de 2 pouces, etc. Le pas métrique est  exprimé en seizièmes de pouce, donc un #8 métrique (08B-1) serait l'équivalent d'un ANSI #40.
La plupart des chaînes à rouleaux sont fabriquées à partir d'acier, ordinaire ou spécial. L'acier inoxydable est utilisé dans les machines de transformation des aliments ou dans d'autres endroits où la lubrification est un problème et le nylon ou le laiton le sont parfois pour la même raison et/ou lorsqu'il n'y a que de moindres contraintes à transmettre.
La chaîne à rouleaux est normalement fermée au moyen d'un maillon maître (appelé aussi maillon — ou attache — rapide), qui est généralement fermé par un circlips mis en place par-dessus la plaque du maillon de fermeture, ce qui permet de l'insérer ou le retirer avec des outils simples. Le bon sens de montage de ce circlips est impératif : l'ouverture doit être à l'arrière en considérant le sens de défilement de la chaîne. Les chaînes soumises à de plus fortes contraintes peuvent être livrées fermées, ou ouvertes mais avec un maillon à riveter. Le démontage nécessite alors des outils plus spécifiques qu'avec un maillon rapide. Le demi-maillon, appelé aussi faux maillon, est aussi souvent disponible, et est utilisé pour augmenter la longueur de la chaîne d'un seul rouleau. Il comporte alors des plaques extérieures correspondant d'un côté à la largeur d'un maillon intérieur, et de l'autre à celle d'un maillon extérieur.

## Utilisation
- Les chaînes à rouleaux sont utilisées dans les transmissions de faible à moyenne vitesse à environ 3 à 4 m/s, mais aussi à des vitesses plus élevées, autour de 10 à 18 m/s. Les courroies trapézoïdales sont normalement utilisées en raison des problèmes d'usure et de bruit.
- La chaîne de bicyclette est une forme de chaîne à rouleaux. Les chaînes de vélos peuvent avoir un maillon maître ou nécessiter un outillage pour l'installation et l'enlèvement. Une chaîne semblable, mais plus grosse donc plus forte, est utilisée sur la plupart des motos, mais est parfois remplacée par une courroie ou un  arbre de transmission, qui offrent un niveau de bruit plus faible et un moindre entretien (pas de lubrification).
- Dans les anciens moteurs d'automobiles, une chaîne à rouleaux reliait  l'arbre à cames au vilebrequin, générant moins de bruit qu'un engrenage comme utilisé dans les moteurs à très haute performance, et offrant plus de résistance que la courroie de distribution fréquemment utilisée sur des moteurs plus modernes. On note néanmoins un retour quasi généralisé des chaînes à rouleaux sur les moteurs récents pour ne plus avoir l’entretien de la courroie de distribution.
- Les chaînes sont également utilisés dans les chariots élévateurs hydrauliques comme une poulie pour monter et descendre le porte charge, toutefois, ces chaînes ne sont pas considérées comme des chaînes à rouleaux, mais sont classés comme des chaînes de levage ou chaînes à mailles jointives.
- Les chaînes de coupe des tronçonneuses ressemblent superficiellement à des chaînes à rouleaux, mais sont plus étroitement liés aux chaînes à mailles jointives. Elles sont mues par des formes en ergots sur les maillons qui servent également à guider la chaîne sur la barre, et certaines des plaques des maillons portent à leur extérieur les dents de coupe.

## Usure
L'effet de l'usure sur la chaîne est d'augmenter l'espacement des maillons, ce qui provoque un allongement de la chaîne.
Ce n'est pas dû à un allongement du métal, comme on pourrait  intuitivement le penser, mais à l'effet de l'usure des parties pivotantes. On pourrait dire que les rouleaux de la chaîne se desserrent par usure. Il est vrai qu'un câble ou un fil s'allonge. Un excellent exemple de l'étirement, c'est ce qui arrive au câble de frein de stationnement sur les véhicules à moteur. Ici, le métal "s'étire", il montre sa ductilité, et ainsi, il s'amincit et s'allonge au fil du temps.
Même s'il est inhabituel d'user une chaîne jusqu'à ce qu'elle casse, une chaîne usée conduit à une grande augmentation du taux de l'usure du pignon d'entraînement et des pignons moteur sur lesquels elle engrène, parce que l'espacement de leurs dents ne peut que rester fixe alors même que le "pas" de la chaîne augmente avec son usure.
L'usure due à une  chaîne usagée est asymétrique. Cela creuse la face arrière des dents des pignons en forme de crochet caractéristique. Comme cette tendance progresse, les pignons commencent à accrocher les rouleaux de la chaîne, les empêchant de rouler sur la dent du pignon comme ils le devraient. Cela provoque des à-coups dans la transmission de la puissance ; à vélo, par exemple, cela se traduit par le problème de  chaîne qui "saute" hors de ses pignons. Dans des chaînes de distribution automobile, cela se traduit par un moment de cafouillage entre soupape et distribution, qui devient particulièrement évidente lorsqu'on observe l'allumage au stroboscope. Le seul remède dans ces cas d'usure extrême de la chaîne est de remplacer non seulement la chaîne, mais aussi les pignons meneur et mené.
Il est recommandé soit de suivre exactement la longueur d'une chaîne de distribution (la règle généralement admise de base est de remplacer une chaîne à rouleaux qui s'est allongée de 3 % avec tendeur et de 1,5 % sans), ou tout simplement la remplacer à intervalles d'utilisation fixes pour réduire l'usure des roues dentées. Ainsi, les économies sur les coûts d'entretien en lésinant sur la lubrification entraînent une augmentation des coûts de suivi d'usure et de remplacement. Ce besoin d'entretien fréquent, composé de lubrification, d'évaluation de l'usure, et de remplacement de la chaîne et/ou des pignons, représente le principal inconvénient de l'utilisation de la chaîne à rouleaux.
L'allongement de la chaîne est calculé par la formule suivante : {\displaystyle Allongement\%=[(M-(S*P))/(S*P)]*100}
Avec :
- M = Longueur mesurée
- S = Nombre de maillons mesurés
- P = Pas

## Résistance d'une chaîne
La caractéristique plus commune de la chaîne à rouleaux est la résistance à la traction, qui représente la quantité de charge que peut supporter une chaîne avant de casser.
Tout aussi importante que la résistance à la traction d'une chaîne est la résistance à la fatigue. Les facteurs critiques de résistance à la fatigue d'une chaîne sont la qualité de l'acier utilisé pour la fabrication de la chaîne, le traitement thermique des composants de la chaîne, la qualité de fabrication et l'emplacement des trous d'axes dans les plaques des maillons, le type de bague et la couverture sur la plaques. D'autres facteurs peuvent inclure l'épaisseur des plaques et leur conception (contour).
La règle de base pour une chaîne à rouleaux est que la charge dépasse à peine 1/6 ou 1/9 de la résistance à la traction, en fonction du type de maillon maître utilisé (clippé ou pressé). Les chaînes à rouleaux opérant en continu au-delà de ces seuils peuvent faillir prématurément par rupture de plaque de maillon due à la fatigue.

## Profils de glissement
Le guidage de la chaîne peut être réalisé dans des profilés plastique (en général polyéthylène haute densité). Des exemples existent à cette page.

## Normes
- NORME EUROPÉENNE - CHAÎNE SIMPLE - DIN 8187 - ISO - R606.
- Norme ANSI B29-1 (en).